# КАВЕ
Ќаве Штифтунг & Ко. КГаА (скраћено ЌАВЕ) је европска фотолабораторија основана 1961. године од стране Ханца Нојмилера под именом КаВе Колор у немачком граду Олденбургу. Назив је одводио из иницијала свога оца Карла Вотијеа. Ова фирма има 11 фотолабораторија у целој Европи и године 2013. имала је више него 3.000 запослених.